# 矛首蛇綿鳚
矛首蛇綿鳚，為輻鰭魚綱鱸形目绵鳚亞目绵鳚科的其中一種，分布於東南太平洋區的秘魯外海海域，屬深海底棲性魚類，棲息深度在水深860公尺，體長可達37公分。

## 扩展阅读
維基物種上的相關：矛首蛇綿鳚